# Złoczew
Złoczew – miasto w Polsce w województwie łódzkim, w powiecie sieradzkim, siedziba gminy miejsko-wiejskiej Złoczew. W latach 1975–1998 należało administracyjnie do województwa sieradzkiego. Według danych Głównego Urzędu Statystycznego z 31 grudnia 2019 r. miasto liczyło 3363 mieszkańców. Złoczew położony jest w odległości 23 km na południe od Sieradza oraz 23 km na północ od Wielunia.
Złoczew leży w historycznej ziemi sieradzkiej. W I Rzeczypospolitej Złoczew znajdował się w powiecie sieradzkim województwa sieradzkiego.

## Historia
Złoczew wspomniany był po raz pierwszy w 1496. Wiadomo, iż wchodził w skład dóbr unikowskich i należał do parafii w Unikowie. Najprawdopodobniej właścicielem Złoczewa do połowy XV wieku był Jan Ruszkowski herbu Pobóg, „piszący się z Rokszyc”.

### Wieki XVI–XVIII
W połowie XVI wieku, dziedzicem dóbr złoczewskich był Stanisław Ruszkowski (1529–1597), rotmistrz w wyprawach Stefana Batorego przeciwko Moskwie, miecznik sieradzki i chorąży kaliski (pochowany w klasztorze bernardynów w Kole, gdzie zachował się jego nagrobek). Swój miejski byt Złoczew zawdzięcza jednak jego synowi – Andrzejowi Ruszkowskiemu. W 1600 sprowadził on do Złoczewa zakon Bernardynów, wznosząc im kościół wraz z klasztorem, a w 1614 ufundował tu kościół parafialny. Tworząc w ten sposób dla korzystnie położonej na szlaku między Sieradzem a Wrocławiem wsi trwałe podstawy rozwoju, wyjednał dla niej przywilej lokacyjny od króla Zygmunta III wydany 14 grudnia 1605 w Krakowie. Sam również przeniósł do Złoczewa swoją siedzibę, budując tam w latach 1614–1616 murowany dwór. Miejscowość uzyskała miejskie rozplanowanie z rynkiem (100×60m), na którego środku wzniesiono w 1651 ratusz.
Choć lokacja miasta okazała się trwała, to jego rozwój zatrzymał się na poziomie bardzo lokalnego ośrodka wymiany handlowej. Po Ruszkowskich właścicielami Złoczewa byli Denhoffowie, Załuskowscy, Błeszczyńscy (od 50. lat XVIII w.), i Tarnowscy. Jednym z ostatnich właścicieli tych dóbr był Michał Dobrowolski, który zasłynął z tego, iż mimo że matka jego była Rosjanką, odmówił przed rosyjskim sądem zeznań w tym języku. W mieście zaznaczył się napływ ludności żydowskiej, która w XVIII wieku wzniosła tu synagogę. W wyniku II rozbioru Polski Złoczew znalazł się w 1793 w granicach Prus. Naczelnik Tadeusz Kościuszko wyznaczył Złoczew na miejsce wybuchu insurekcji w zaborze pruskim. Stąd powstańcy poszli do Sieradza, gdzie doszło do walk z Prusakami na rynku.

### Złoczew w okresie potopu szwedzkiego
Większość opisów z tego okresu wskazuje na ogromne spustoszenia dokonywane przez Szwedów. Działo się tak w Wieluniu, Łęczycy, Łowiczu i w Warcie. Podobny los spotkał także Złoczew. Według laudum ogłoszonego w Szadku 5 lipca 1655 miasto miało wyprawić 1 żołnierza z 50 domów i odpowiednio go wyposażyć.
„Każdy pieszy łanowy ma mieć żupan w pół golem biały, katankę po kolana czerwoną, czapkę, butów parę, muszkiet lotnowy, siekierkę, prochów funtów 10, ołowiu funtów 10, lontów funtów 10, półwerlak, rydel, motykę. Żywność za niem wieść ma 1 wozie bosym o parze koni lub parze wołów dla 5 łanowych z woźnicą”.
Kilka miesięcy później przez miasto przechodziły wojska szwedzkie i oddziały polskie. W listopadzie 1655 przez Złoczew przemaszerowała piechota szwedzka pod dowództwem Burcharda Müller von der Lühnena, plądrując i paląc miasteczko. Zagrabiono cenne kosztowności ze skarbca znajdującego się w ratuszu miejskim oraz spalono lub zrabowano ważne dokumenty w tym przywileje miejskie. Z klasztoru bernardynów zrabowano wiele przedmiotów liturgicznych i obrazów pochodzących z fundacji Andrzeja Ruszkowskiego i jego rodziny. Skradziono także cenne zbiory i dokumenty z biblioteki, które wywieziono i spalono. Po nieudanym oblężeniu Jasnej Góry, przez miasteczko ponownie przemaszerowały oddziały szwedzkie. Tym razem dowodzone przez Jana Wejharda hrabiego Wrzesowicza, czeskiego najemnika w służbie szwedzkiej. Miasteczko zostało w większości spalone, szczególnie ucierpiał klasztor bernardynów, który można było odbudować dopiero w 1662. Ucierpiały również okoliczne wsie. Jedną z niewielu budowli, które ocalały był dwór złoczewski.

### Powstanie styczniowe na ziemiach złoczewskich
Od 1815 r. Złoczew znajdował się w granicach Królestwa Polskiego. W 1827 Złoczew liczył 972 mieszkańców. W kwietniu 1861 po zakończonym nabożeństwie ku czci pamięci ofiar poległych 27 lutego 1861 w Warszawie, wśród nich Marceli Karczewski ziemianin z Sieradza, szlachta wraz z ludem i Żydami wypędziła burmistrza Pawła Kużawskiego i jego kancelistę. 10 lutego 1863 Makary Drohomirecki dowódca oddziału powstańczego, odczytał w mieście Manifest Rządu Narodowego i polecił usunąć orły rosyjskie z magistratu, poczty i innych urzędów. Do wojska dołączyła kilku ochotników ze Złoczewa. W dniu 15 lutego w 1863 w wyniku zdrady Aleksandra Rumowicza – chłopa z kolonii Potok, 32-osobowy oddział powstańczy Makarego Drohomireckiego został otoczony w lesie pyszkowskim przez około 500 ludzi, pod dowództwem majora Hanczakowa i majora Pisanki. 15 lutego 1863 w bitwie poległo pięciu powstańców w tym sam Makary Drohomirecki (który otrzymał 30 ran postrzałowych i nakłuć białą bronią). Niektórzy z powstańców dostali się do niewoli, a niektórzy zabici przez ścigających ich Kozaków. Tylko kilku powstańcom udało się uratować i uciec. 28 czerwca 1863 we wsi Potok oddział żandarmerii narodowej wykonał wyrok śmierci na Aleksandrze Rumowiczu.
Ostatnia powstańcza bitwa na ziemi złoczewskiej została stoczona 22 sierpnia 1863 przez oddział generała Edmund Taczanowski na polach między Złoczewem i Kamionką. W wyniku przeważających sił wroga generał Taczanowski został zmuszony do odwrotu. Wielu mieszkańców Złoczewa pomagało powstańcom w naprawie broni, dostarczając leki i środków medycznych, dając pieniądze, broń, ubrania i jedzenie.
Za pomoc powstańcom Złoczew utracił prawa miejskie w 1870 i stał się miastem rządowym. Ponadto w wyniku śledztwa deportowano w głąb Rosji 3 osoby, a kilka osób osadzono w więzieniu w Sieradzu. W nocy z 27 na 28 listopada 1864 wojsko carskie otoczyło klasztor bernardynów, plądrując go a samych zakonników wywieziono do klasztoru w Widawie.

### XX wiek

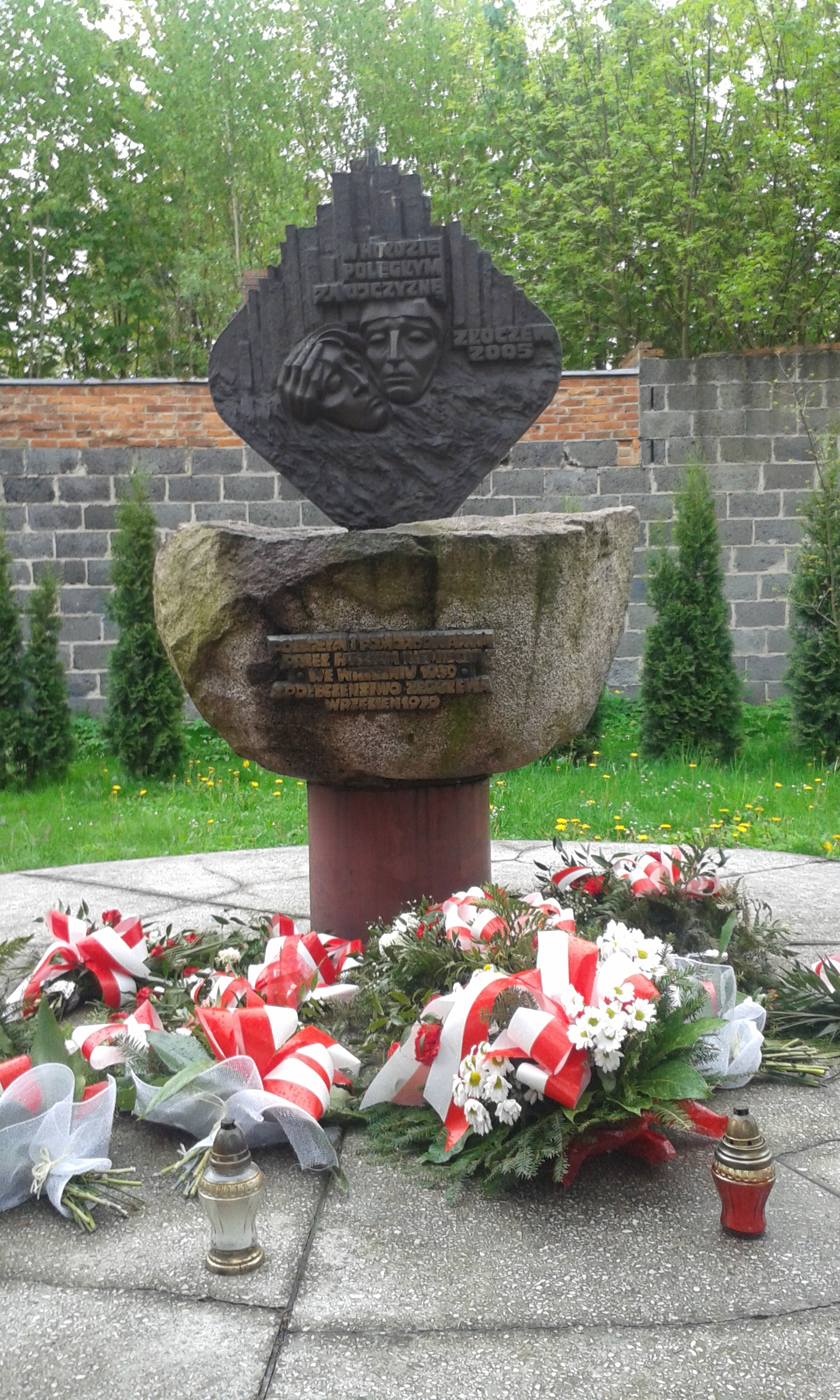
Pomnik ofiar II wojny światowej

Miejscowość w następnych dekadach przeżywała wyraźny rozwój, osiągając w 1897 r. liczbę 2301, a w 1910 aż 3200 mieszkańców. Administracja polska przywróciła Złoczewowi prawa miejskie w 1919 r. W 1939 miasto osiągnęło rekordową liczbę 5300 mieszkańców, z czego ok. 40% stanowiła ludność żydowska. Tragicznym dniem w historii Złoczewa był się 4 września 1939, kiedy to, już po przejściu linii frontu, żołnierze niemieccy zamordowali około 200 osób, Polaków i Żydów zaś miasto zostało spalone w 80%. Jednej z pierwszych zbrodni ludobójstwa w II wojnie światowej dokonali żołnierze wchodzący w skład pułku SS Leibstandarte „Adolf Hitler” dowodzonej przez SS-Obergruppenfuhrera „Seppa” Dietricha oraz 17. Dywizji Piechoty dowodzonej przez gen. majora Herberta Locha. Sceneria płonącego Złoczewa została później wykorzystana w nazistowskiej kronice filmowej. W 1940 r. Niemcy utworzyli w Złoczewie getto, w którym przetrzymywali około 2500 Żydów z miasta i okolic. Do 1942 r. jego mieszkańcy zostali wywiezieni do obozów zagłady i wymordowani.
Trwającą od 1939 r. okupację niemiecką przerwała w 1945 r. ofensywa Armii Czerwonej. Po walkach z oddziałami niemieckimi miasto zdobył 10 Gwardyjski Korpus Pancerny z 4 Gwardyjskiej Armii Pancernej oraz wojska 3 Gwardyjskiej Armii Pancernej należące do 1 Frontu Ukraińskiego.
Z wojny Złoczew wyszedł ogromnie zniszczony i wyludniony. Centrum miasta nigdy nie zostało odbudowane, zaś jego ludność nie osiągnęła przedwojennego stanu do dziś.

### Złoczew w XXI wieku

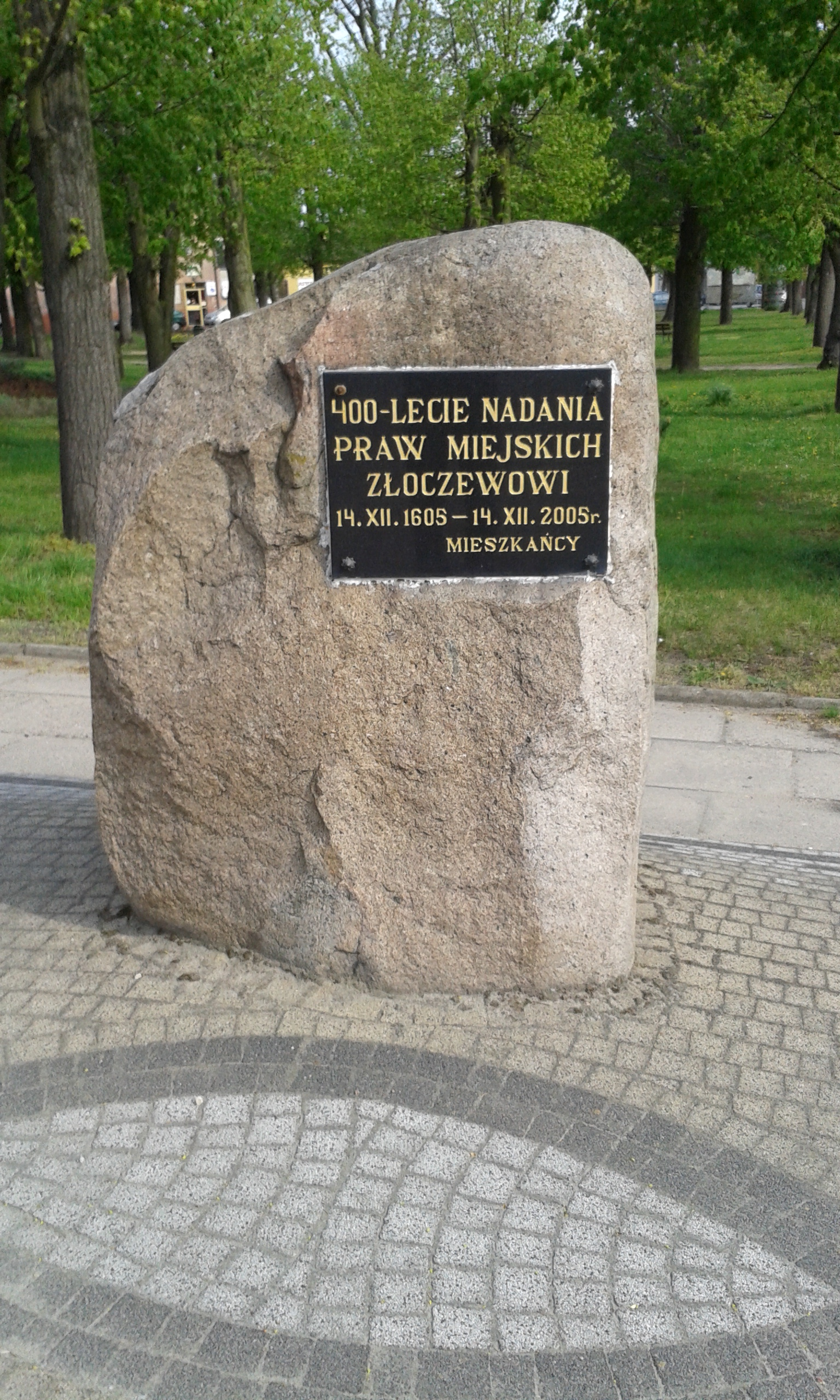
Tablica pamiątkowa

We wrześniu 2009 miasto Złoczew zostało uhonorowane odznaką honorową „Za Zasługi dla Związku Kombatantów RP i Byłych Więźniów Politycznych”.
Na terenie miasta i gminy Złoczewa działa kilka stowarzyszeń między innymi: Towarzystwo Przyjaciół Złoczewa, Stowarzyszenie Lokalna Grupa Działania „Szlakiem Sieradzkiej E-ski” oraz kilka stowarzyszeń mieszkańców i przyjaciół okolicznych wsi. Obecnie w Złoczewie prowadzi się starania o pozyskanie jak największych środków z funduszy europejskich z których do tej pory udało się wyremontować między innymi: pałac Ruszkowskich, stacje uzdatniania wody, kilka kilometrów dróg oraz ukończyć budowę amfiteatru.

## Demografia

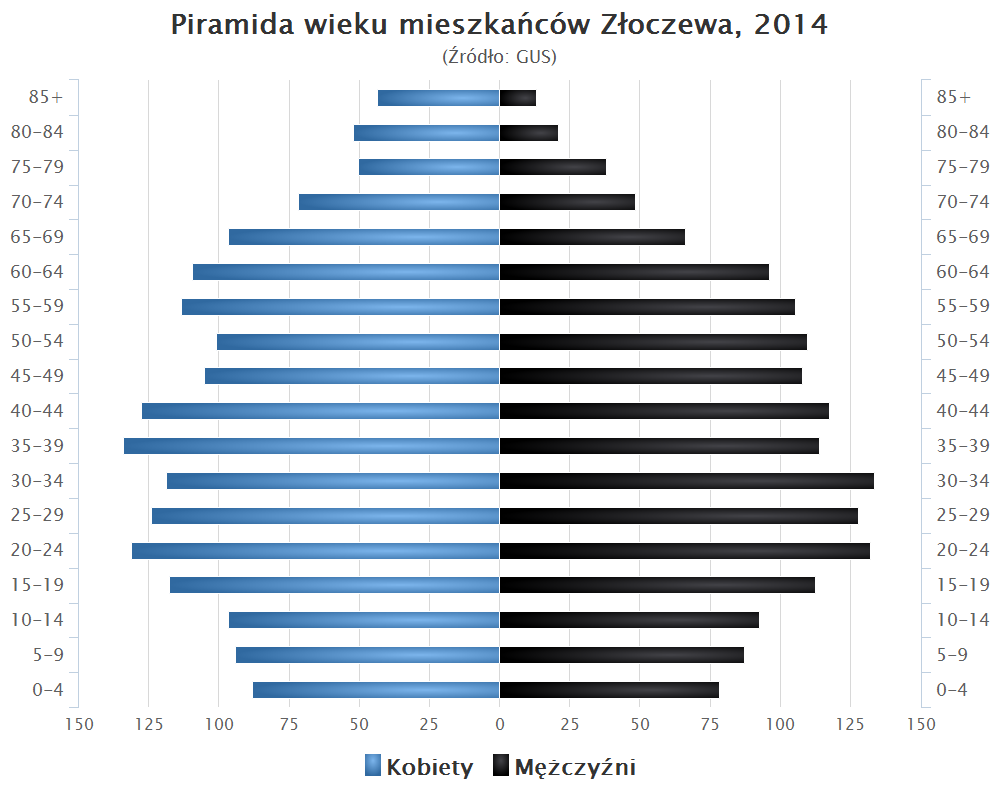
Piramida wieku mieszkańców Złoczewa w 2014 roku

## Gospodarka
Złoczew jest niewielkim ośrodkiem przemysłowym, gdzie funkcjonują głównie zakłady przemysłu spożywczego (przetwórstwo mięsa i owocowo-warzywne) oraz niewielkie przedsiębiorstwa remontowo-budowlane.
Na terenie gminy Złoczew znajduje się złoże węgla brunatnego o zasobności około 490 mln ton, odkryte w 1962 przez Instytut Geologiczny. Złoże zlokalizowane jest kilka km na południe od Złoczewa (na pograniczu powiatów wieluńskiego i sieradzkiego). Eksploatację złoża wstępnie planuje się na lata 2025–2045. Wydobyty węgiel będzie transportowany do elektrowni Bełchatów. Początkowo planowano transport do elektrowni za pomocą przenośników taśmowych. W 2017 roku skłaniano się do transportu koleją. Rozpoczęcie eksploatacji złoża jest planowane na 2030 rok.

## Transport

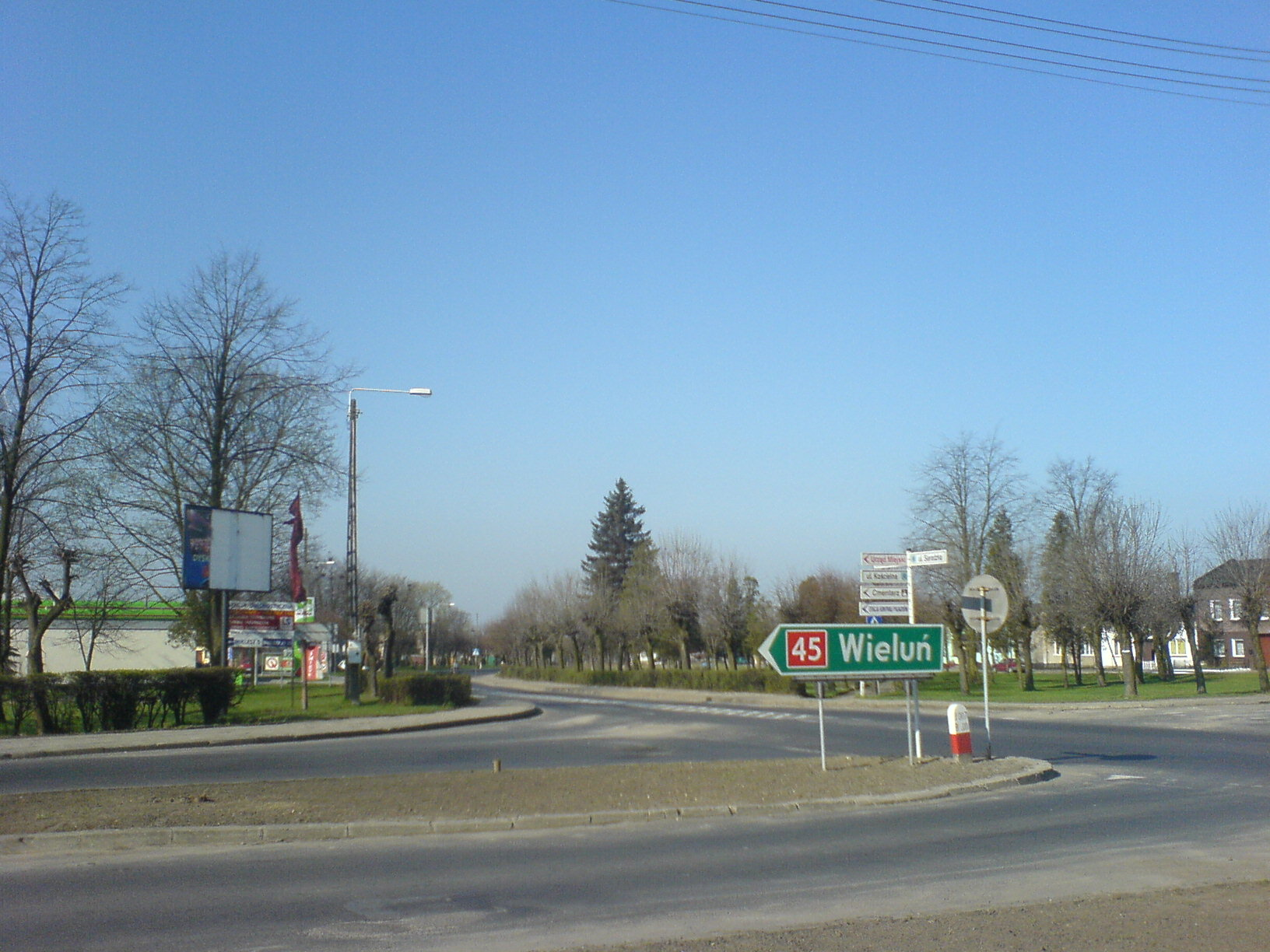
Skrzyżowanie ulic Wieluńskiej z Sieradzką

U granic miasta znajduje się węzeł drogowy kategorii „A”, gdzie krzyżują się dwie drogi krajowe nr:
- S8 relacji: Wrocław – Złoczew – Łódź – A1 – Warszawa – Białystok
- 45 relacji: S8 – Wieluń – Kluczbork – Opole – Racibórz (ulica Wieluńska)
- 482 relacji: Łódź (granica miasta) – Ksawerów – Pabianice – Dobroń – Łask – Zduńska Wola – Sieradz – Złoczew – Lututów – Wieruszów – granica województwa łódzkiego
- 477 relacji: droga wojewódzka nr 482 – Droga ekspresowa S8

Pod Złoczewem planowano założenie kopalni węgla brunatnego. W 2012 KWB Bełchatów wykonała 272 odwierty, które posłużyły do opracowania dokumentacji złoża Złoczew. W następnych latach PGE GiEK ubiegała się o koncesję na wydobycie.
8 marca 2019 Wojewódzka Rada Dialogu Społecznego w Łodzi podjęła stanowisko w sprawie rozwoju KWB Bełchatów oraz powstania Odkrywki Złoczew. 3 kwietnia Ministerstwo Energii przesłało odpowiedź, która zawierała kluczową odpowiedź: „Decyzja o uruchomieniu kopalni zależy od Inwestora – czyli od PGE”. 11 kwietnia PGE Polska Grupa Energetyczna S.A. przesłała swoją odpowiedź, która zawierała szereg warunków i działań zarówno po stronie rządowej, Unii Europejskiej, stronie samorządowej, których spełnienie może dopiero doprowadzić do realizacji Odkrywki Złoczew.
Przez Złoczew nie przebiega i nigdy nie przebiegała żadna linia kolejowa. Plany budowy kolei wiązano z budową linii transportującej węgiel z przyszłej odkrywki węgla brunatnego do elektrowni w Bełchatowie.

## Zabytki

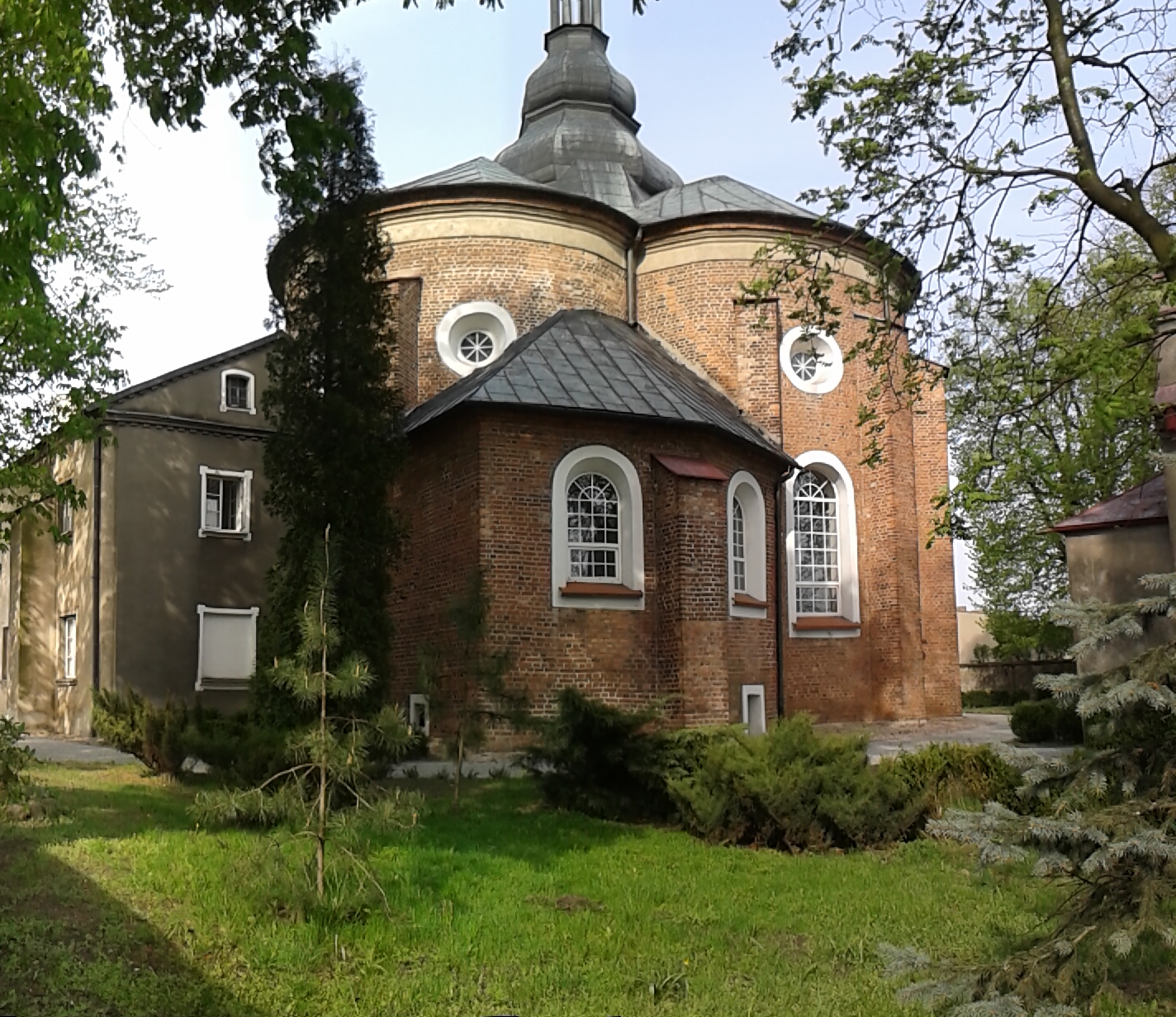
Kościół Św. Krzyża

- Pobernardyński zespół klasztorny z początku XVII wieku w skład którego wchodzą: kościół św. Krzyża oraz klasztor.
- Kościół św. Krzyża, późnorenesansowy, 1603–1607. Kwadratową nawę świątyni nakrywa czteropolowa kopułą na pendetywach z latarnią. Na sklepieniach kopuły widoczne są herby: Rola, Nałęcz, Wąż, Jelita, Odrowąż, Gryf, Jastrzębiec, Pobóg i Leszczyc. Wystrój kościoła utrzymany jest w stylu rokoko. W kruchcie znajdują się epitafia rodziny Grodzickich, m.in. Adama – podstolego wieluńskiego, Józefa – chorążego wieluńskiego. Na krużgankach odnaleźć można portret fundatora Adama Pobóg-Ruszkowskiego z 1619. W ołtarzu bocznym znajduje się obraz Matki Bożej Pani Złoczewskiej. Obraz pochodzi z około 1616 i przedstawia Madonnę z Dzieciątkiem.

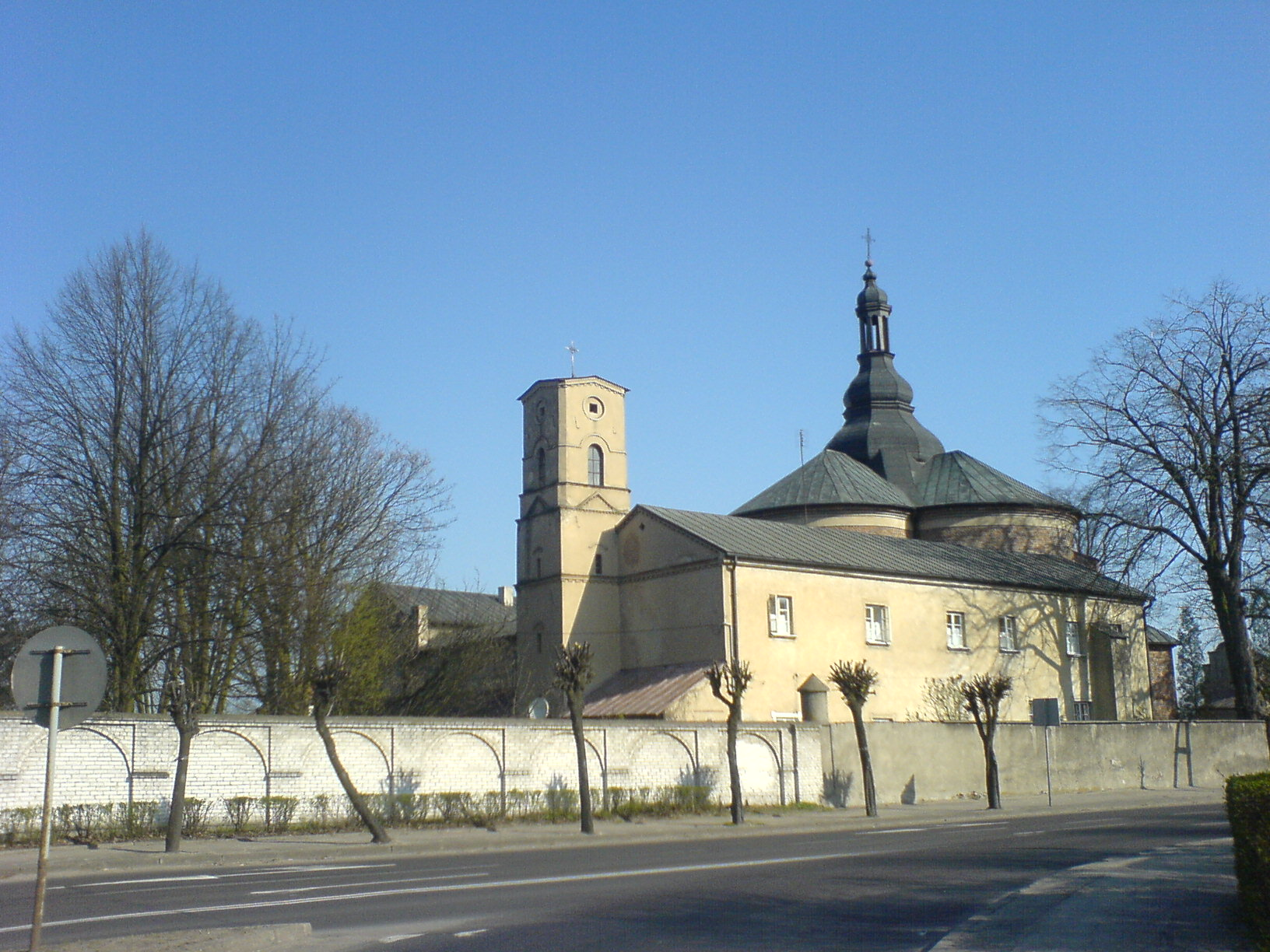
Klasztor pobernardyński

- Klasztor z początku XVII wieku. Od 1608 do 1864 rezydowali w nim bernardyni. W latach 1683–1692 został rozbudowany przez kasztelana wieluńskiego Wojciecha Urbańskiego według projektu Jerzego Hoffmana. Klasztor był dwa razy zniszczony przez pożar w 1719 i 1808. Od 1949 rezydują w nim Kamedułki. W dniu 6 maja 1988 klasztor stał się ich własnością. W 2010 r. samorząd miejski przyznał klasztorowi kamedułek tytuł „Honorowego Obywatela Miasta Złoczewa”[12]. Na cmentarzu przykościelnym znajduje się kaplica z XVII wieku.

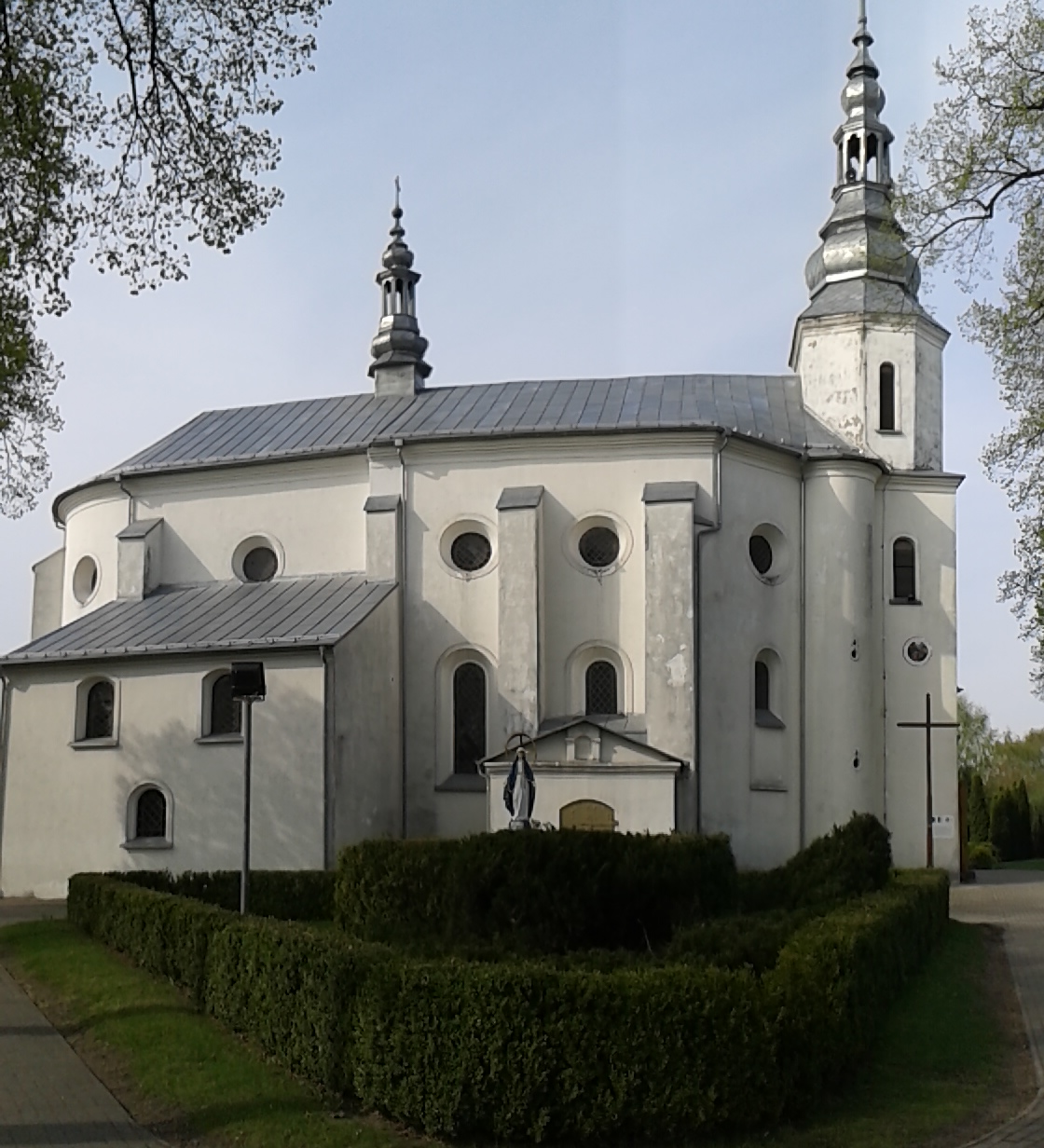
Kościół św. Andrzeja Apostoła

- Kościół św. Andrzeja, późnorenesansowy, prawdopodobnie powstawał w latach 1611–1614 w miejscu drewnianej świątyni. Wnętrze kościoła św. Andrzeja

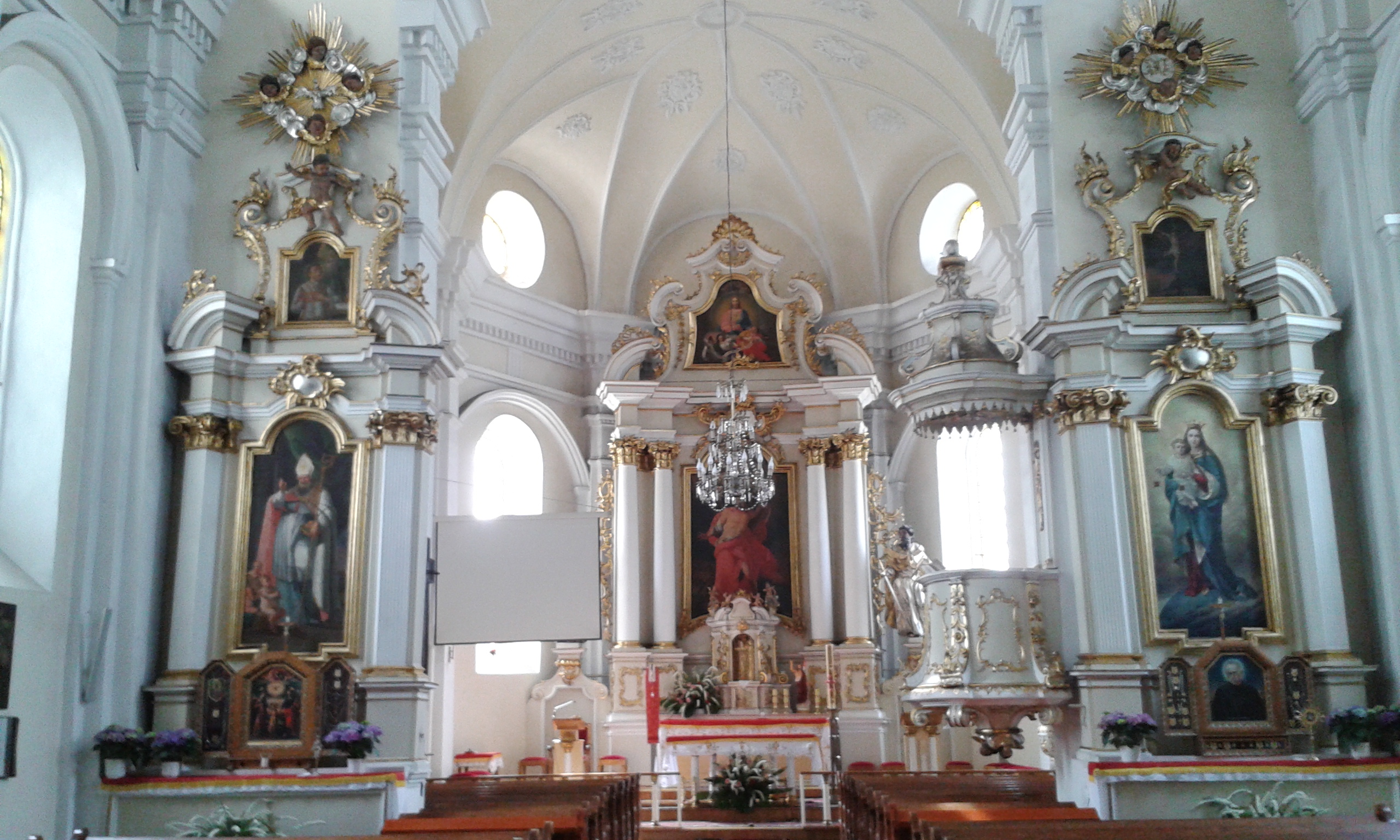
Wnętrze kościoła św. Andrzeja

Fundatorem był Andrzej Ruszkowski. Nawę zbudowano na rzucie prostokąta o ściętych zachodnich narożach. Od północy przy nawie znajduje się wieża – na dole czworoboczna, zaś u góry ośmioboczna z hełmem o charakterze barokowym. Kościół posiada dwuspadowy dach oraz dwie kondygnacje okien: w dolnej wąskie zamknięte półkoliście, w górnej okrągłe. Świątynia posiada w nawie sufit z fasetą, a w prezbiterium sklepienie kolebkowe z lunetami. Prezbiterium przykryte jest sklepieniem z rozetami oraz herbami Polski i Litwy oraz w kartuszach herby Jastrzębiec i Odrowąż.Wyposażenie kościoła stanowią w większości barokowe i rokokowe obrazy, ołtarze oraz rzeźby. Niezwykle cenna jest także wisząca w prezbiterium XVIII w. grupa Ukrzyżowania. W ołtarzu głównym znajdują się rzeźby apostołów Piotra i Pawła na bramkach i obrazami św. Andrzeja i Serca Pana Jezusa. Wejście do nawy głównej zdobi krata z XIX wieku. Obok głównego wejścia do kościoła znajduje się popiersie Jana Pawła II.

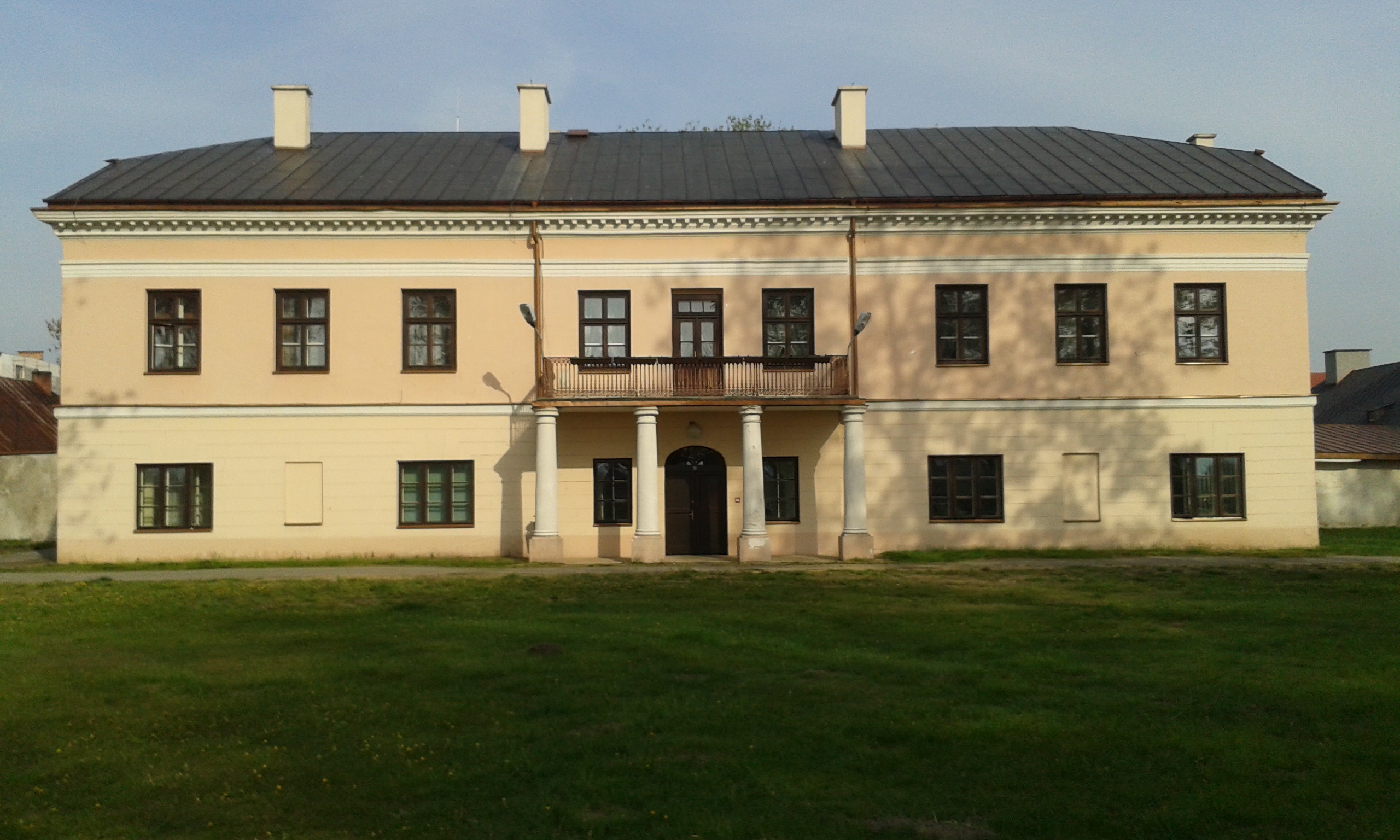
Pałac Złoczewski

- Pałac z początku XVII wieku, przebudowany w XVIII i XIX wieku. Ufundowany przez Andrzeja Ruszkowskiego. Do korpusu głównego przylegają prostopadle ustawione oficyny boczne. Parterowe oficyny boczne z XVIII wieku zostały wzniesione na planie prostokąta, usytuowane są prostopadle do piętrowego korpusu głównego. Od strony północnej znajduje się jedna oficyna, od strony południowej dwie oficyny położone w jednej linii i połączone murem. Wokół pałacu znajdują się resztki parku w stylu angielskim (5,7 ha) z cennymi okazami wiązów. Rośnie tu też kilka dębów szypułkowych, wśród nich dąb mający w obwodzie 625 cm, także jesion, lipy, kasztanowce i modrzewie europejskie. Przed pałacem znajdują się dwa filary stanowiące pozostałość dawnej bramy prowadzącej na dziedziniec pałacowy. W latach 2004–2006 obiekt wyremontowano i przeznaczono na potrzeby społeczno-kulturalne. Obecnie swoją siedzibę ma tam urząd miasta i gminy Złoczew.

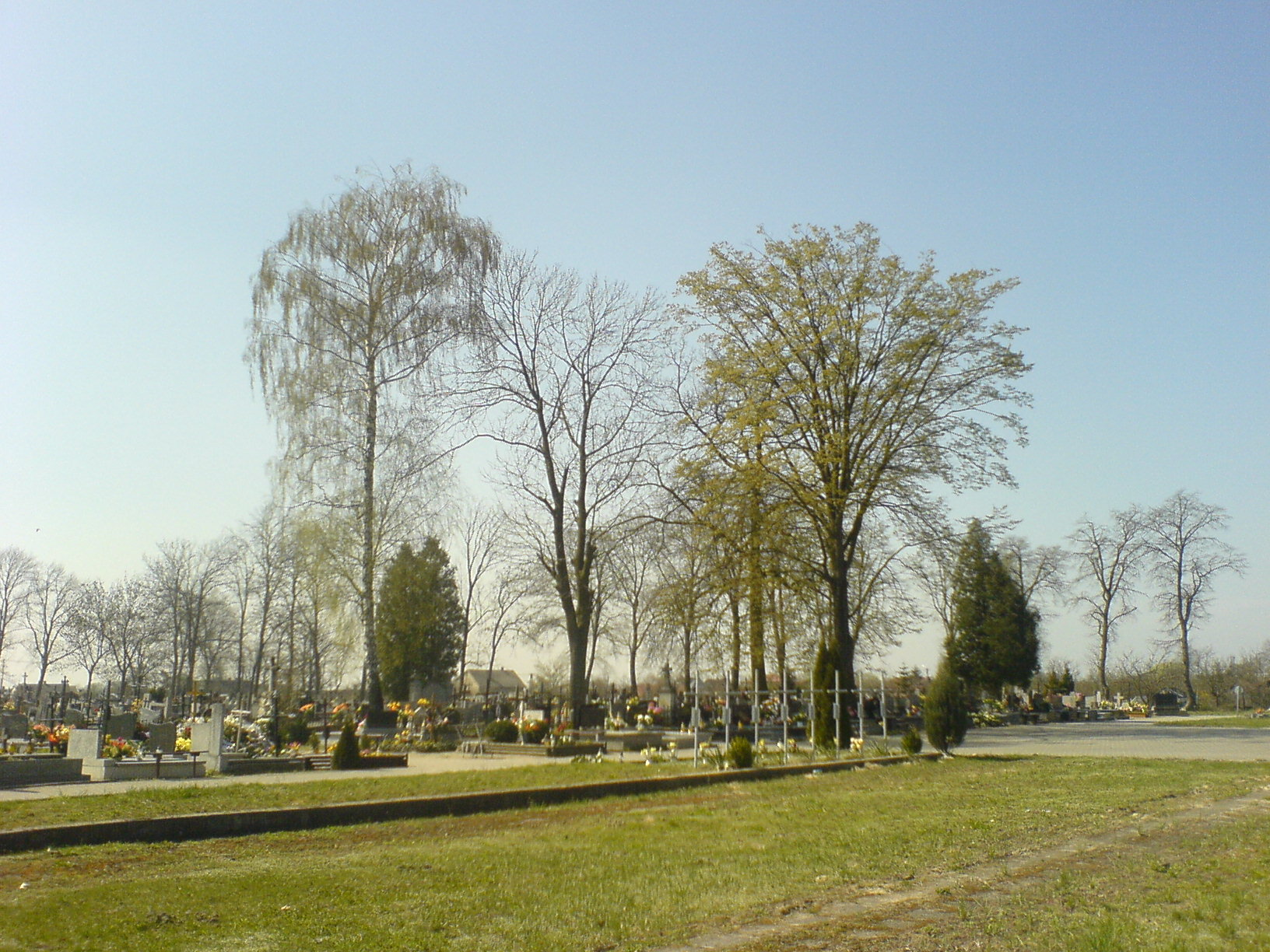
Cmentarz parafialny

- Cmentarz parafialny, na którym znajduje się zbiorowa mogiła żołnierzy polskich z września 1939 oraz groby 17 żołnierzy niemieckich poległych 23–25 XI i 6 XII 1914. Najstarsze zachowane groby pochodzą z drugiej płowy XIX wieku.
- Cmentarz żydowski (1 ha), założony w XVI wieku, użytkowany do 1942. Obecnie nieogrodzony i zdewastowany.
- Synagoga z XVIII wieku, jako jeden z niewielu budynków uniknęła zniszczenia przez Niemców w czasie II wojny światowej, została rozebrana w 1991.

Wobec braku koncepcji odbudowy po 1945 r., centrum Złoczewa zatraciło swój miejski charakter. Zachowały się jedynie 2–3 ulice ze zwartą, przedwojenną zabudową na wschód od pozostałości dawnego rynku.
Według rejestru zabytków NID na listę zabytków wpisane są obiekty:
- kościół parafialny pw. św. Andrzeja, 1614–17, XVIII w., nr rej.: 875 z 28.12.1967 oraz 100 z 1.10.1986
- zespół klasztorny bernardynów, obecnie kamedułek, XVII – XIX w.:
  - kościół pw. św. Krzyża, nr rej.: 876 z 28.12.1967
  - klasztor, nr rej.: 877 z 28.12.1967
  - kaplica na cmentarzu kościelnym, nr rej.: 878 z 28.12.1967
  - ogrodzenie z bramą, nr rej.: 879 z 28.12.1967
- zespół pałacowy, 1616, XVIII/XIX w.:
  - pałac, nr rej.: 880 z 28.12.1967
  - oficyna pd.-zach., nr rej.: 883 z 28.12.1967
  - oficyna pd.-wsch., nr rej.: 882 z 28.12.1967
  - oficyna pn., nr rej.: 881 z 28.12.1967

## Edukacja

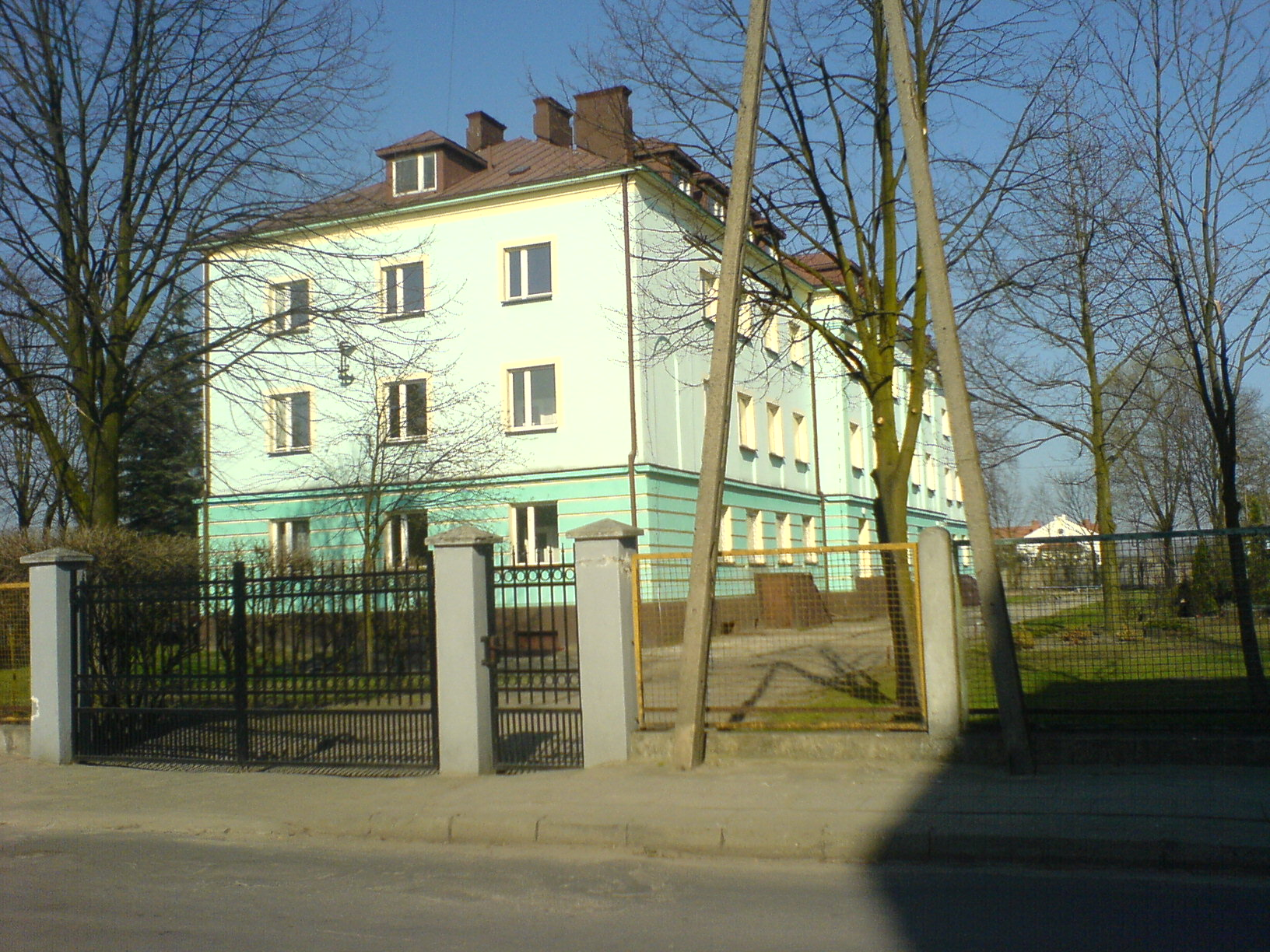
Budynek liceum

W Złoczewie znajdują się cztery placówki oświatowe:
- Niepubliczny Punkt Przedszkolny „Uśmiech”[14],
- Zespół Szkolno-Przedszkolny im. Mikołaja Kopernika[15],
- Zespół Szkół Ponadgimnazjalnych w Złoczewie[16],
- W skład ZSP wchodzą:
  - Liceum Ogólnokształcące im. Wojciecha Urbańskiego
  - Technikum
  - Branżowa Szkoła I Stopnia

## Wspólnoty wyznaniowe
- Kościół rzymskokatolicki (dekanat Złoczew):

- Parafia św. Andrzeja Apostoła,
- Parafia św. Stanisława B.M. w Unikowie,
- Parafia św. Wawrzyńca w Stolcu,

## Honorowi Obywatele
- ks. prałat Piotr Światły (od 9.11.2007 r.)[20]
- Zgromadzenie Sióstr Mniszek Kamedułek (od 15.05.2010 r.)[21]